# Франсес (озеро)
Фра́нсес (англ. Frances Lake) — озеро на территории Юкон, Канада. Самое большое озеро в юго-восточной части территории. В озеро впадают несколько рек и ручьёв, образуя обширные дельты. Франсес расположено на высоте 730 м над уровнем моря.
Озеро Франсес — типичное ледниковое озеро, бассейн которого размыт льдом. Боковые и конечные морены ледника образовали естественные дамбы по краям и у подножия ледника, сегодняшней конечной точки озера. Небольшие ледниковые наступления во время общего отступления к концу последнего ледникового периода (10 000 лет назад) отмечают различные узкие участки озера, включая характерный полуостров рядом с домиком.
Регион озера Франсес характеризуется обширными бореальными лесами (еловые и сосновые породы) и, особенно в тенистых местах, широко распространена вечная мерзлота. Это приводит к очень разнообразному растительному покрову: от елей высотой 30 метров вдоль солнечных берегов до карликовых деревьев на крутых тенистых склонах.

## История
Различные археологические находки свидетельствуют о том, что люди в районе озера жили не менее 1500—2000 лет.
Для индейцев Франсес было важным рыболовным и охотничьим районом. На озере у них не было постоянных поселений, однако здесь они посещали традиционные рыбацкие лагеря. В течение года они следовали за животными и питались съедобными растениями и ягодами. В целом кочевой образ жизни был характерен для туземцев до прихода белых поселенцев. Однако в результате расширения торговли пушниной и растущей зависимости от торговых товаров местные жители стали селиться вблизи торговых постов и в постоянных поселениях.

### 1840: Белые исследователи
В поисках торгового пути через внутренние районы Юкона шотландец Роберт Кэмпбелл (1808—1894) и его команда исследователей были первыми белыми людьми, достигшими озера Франсес. От имени Hudson’s Bay Company, крупного английского предприятия по торговле мехом, авантюристы последовали за реками Диз, Лиард и Франсес до реки Пелли и вниз по другой стороне реки Юкон. Вдоль этого недавно открытого маршрута Роберт Кэмпбелл назвал множество озер, рек и гор, названия которых до сих пор встречаются на сегодняшних картах. Он также впервые описал озеро Франсес и назвал его в честь леди Франсес Симпсон, жены давнего губернатора Hudson’s Bay Company — сэра Джорджа Симпсона.

### 1842—1851: Первый торговый пост
В 1842 году Роберт Кэмпбелл основал первый торговый пост на территории сегодняшнего Юкона для Hudson’s Bay Company на озере Франсес. Туземцы поставляли мех в обмен на боеприпасы, инструменты и ткань. В течение 10 лет Франсес-Лейк был частью торгового маршрута Hudson’s Bay Company во внутренние районы Юкона. Однако вскоре от маршрута отказались, поскольку жестокие пороги вдоль рек Лиард и Франсес унесли множество жизней, снабжение почты провизией было чрезвычайно затруднено; вследствие этого были обнаружены более лёгкие маршруты. Кроме того, разногласия с различными группами коренных жителей, которые боялись потерять свою установленную торговую монополию в регионе, привели к закрытию торгового пути.

### 1887: Научная экспедиция
В 1870-х годах обширные исследовательские экспедиции по определению международной границы между Юконом и Аляской впервые увидели на севере канадского учёного Джорджа Мерсера Доусона (1849—1901). Предвидя, что скоро на Юконе произойдет крупная добыча золота, в 1887 году он возглавил сухопутную правительственную экспедицию на север, чтобы собрать информацию для создания подробных карт. По большей части он проследовал по торговому маршруту Кэмпбелла и прошел мимо озера Франсес. Его подробные научные наблюдения о геологии, минеральных ресурсах, растениях, животных и деятельности человека зафиксированы в знаменитом отчете Доусона, где он пишет:

Несколько озёр, которые я видел, превосходят по своей естественной красоте озеро Франсес, и пейзажи восточного рукава, ограниченного с востока скалистыми массивами хребта Тоо-тшо, особенно поразительны.Оригинальный текст (англ.)Few lakes which I have seen surpass Frances Lake in natural beauty, and the scenery of the east arm, bordered on the east by the rugged masses of the Too-tsho Range, is singularly striking.

### 1930: Открытие золота Антоном Мани
Антон Мани был английским авантюристом и старателем, который примерно в 1930 году приехал на озеро Франсес, где нашёл золото. Он прожил там пару лет со своей молодой женой и маленьким мальчиком. В своей книге «Это был Север» (англ. This was the North), которая была издана в 1975 году, он изображает их простую жизнь, описывает свои чувства свободы, независимости и огромное удовлетворение, которое он получил от реализации своих планов без какой-либо посторонней помощи.

### 1934—1949: Второй торговый пост Hudson’s Bay Company
Второй торговый пост был открыт на противоположной (восточной) стороне заброшенного ранее поста. Помимо торговли мехом и различными товарами, пост служил метеорологической и радиостанцией для авиасообщений во время Второй мировой войны. Однако с постройкой в 1942 году Аляскинской трассы торговый пост вскоре потерял своё значение. Кроме того, интерес туземцев к отлову — основе для торговли с Hudson’s Bay Company — значительно ослаб. Строительство дорог и общая эволюция области после войны привели к появлению большого количества рабочих мест, а условия жизни, как для белых, так и для коренных народов, значительно улучшились. С закрытием торгового поста большинство людей уехали, и место опустело.

### 1942: Пешее путешествие
Уильям Гамильтон и Рут Олби написали в своей статье A Family Afoot in Yukon Wilds, опубликованной журналом National Geographic Magazine, о своём пешем путешествии, которое длилось несколько месяцев, от Уотсон-Лейка до озера Франсес и обратно.

### 1968: Завершение строительства трассы Кэмпбелл
Со строительством трассы Кэмпбелл, которое проходит параллельно открытому маршруту Роберта Кэмпбелла в 1840 году и названо в его честь, озеро Франсес впервые стала доступна по дороге. Шоссе обеспечивало доступ к различным месторождениям полезных ископаемых на озере и вокруг него. В основном из-за высоких транспортных расходов коммерческой добычи в этом районе никогда не было. За это время в этом районе поселились несколько человек. Было зафиксировано, что в начале 1970-х годов на озере было много транспорта.